# Volta a Llombardia 1968
La Volta a Llombardia 1968 fou la 62a edició de la clàssica ciclista Volta a Llombardia. La cursa es va disputar el diumenge 12 d'octubre de 1968, sobre un recorregut de 266 km. El vencedor final fou el belga Herman Van Springel (Dr. Mann-Grundig), que s'imposà davant de l'italià Franco Bitossi (Filotex) i el seu compatriota Eddy Merckx (Faema).

## Classificació general
|    | Ciclista               | Equip                    | Temps     |
| -- | ---------------------- | ------------------------ | --------- |
| 1  | Herman Van Springel    | Mann-Grundig             | 6h 58' 58 |
| 2  | Franco Bitossi         | Filotex                  | + 15"     |
| 3  | Eddy Merckx            | Faema                    | m.t.      |
| 4  | Jan Janssen            | Pelforth-Sauvage-Lejeune | + 53"     |
| 5  | Martin Van Den Bossche | Faema                    | + 1'15"   |
| 6  | Gianni Motta           | Molteni                  | + 1'50"   |
| 7  | Felice Gimondi         | Salvarani                | m.t.      |
| 8  | Michele Dancelli       | Pepsi Cola               | m.t.      |
| 9  | Jo de Roo              | Willem II-Gazelle        | m.t.      |
| 10 | Adriano Durante        | Max Meyer                | m.t.      |